# Sabulodes boarmidaria
Sabulodes boarmidaria là một loài bướm đêm trong họ Geometridae.